# Palazzo Verità Poeta
Palazzo Verità Poeta è un edificio civile che sorge in vicolo San Silvestro a Verona, non distante da Castelvecchio e dall'Arco dei Gavi, realizzato su disegno di Antonio Galli da Bibbiena nel corso del XVIII secolo.

## Storia

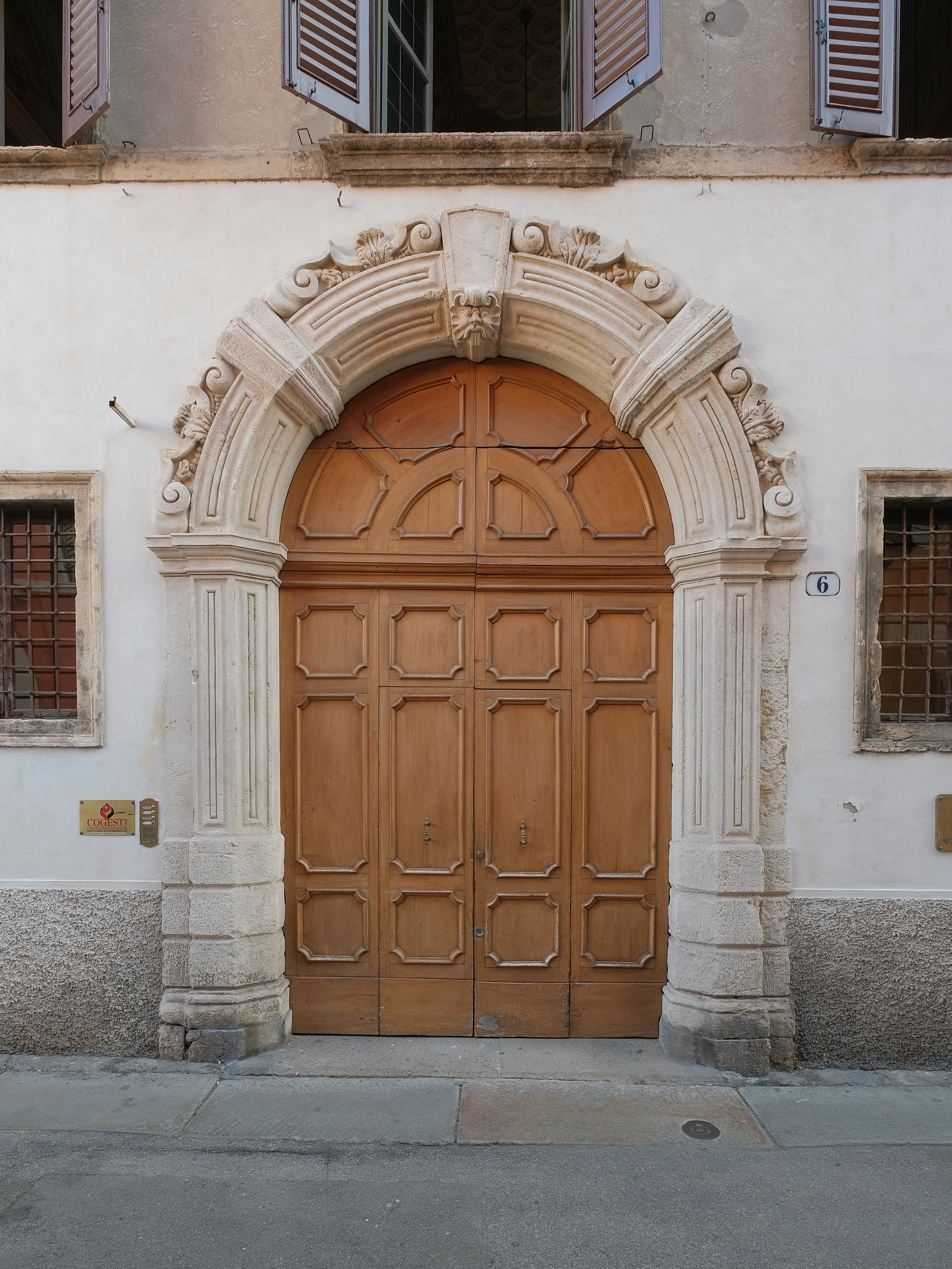
Il portale d'accesso

La dimora porta il nome dalla nobile famiglia veronese Verità Poeta; in particolare la stirpe dei Verità è di antiche origini per cui le loro vicende si intrecciano con quelle della città scaligera. Il palazzo venne realizzato e decorato nel corso del XVIII secolo su progetto di diversi artisti: tra questi, si presume che il disegno generale dell'edificio, delle decorazioni del salone principale e la direzione dei lavori si debba probabilmente all'architetto e scenografo Antonio Galli da Bibbiena, noto per aver progettato teatri in tutta Europa.
Altri artisti di fama parteciparono alla decorazione degli interni, tra cui Filippo Maccari, Francesco Lorenzi e Lorenzo Pavia, i quali furono ritratti sopra le porte del Salone delle Feste, un ampio locale di oltre 100 mq. In particolare la presenza di Pavia ha permesso di datare la conclusione dei lavori di costruzione e decorazione dell'edificio, in quanto è noto che muore che dicembre 1764, poco dopo aver terminato le decorazioni che gli furono state affidate.

## Descrizione
L'edificio, dichiarato di notevole interesse storico e artistico nel 1939 dalla locale Soprintendenza, è un pregevole esempio di architettura veneta del XVIII secolo. Al piano nobile, raggiungibile da un imponente scalone d'onore in marmorino con vedute pittoriche illusionistiche e trompe-l'œil, si trova il grande Salone delle Feste, collegato con altri sei spaziosi ambienti caratterizzati tutti da pareti affrescate e mobilio d'epoca.
Particolarmente originale l'affresco sull'ampio soffitto del salone centrale, grazie al disegno prospettico ottenuto a seguito di complessi calcoli sulle proporzioni della sala: si è infatti conseguito il risultato che ognuna delle colonne sul soffitto risulti in prospettiva corretta, da qualsiasi punto di vista le si osservi.
Il palazzo dispone inoltre di un giardino di oltre 1 000 mq raggiungibile mediante una scenografica scalinata "alla romana".